# Iveco M1250
L'IVECO M1250 est un camion militaire transporteur de char, fabriqué par IVECO D.V., la filiale défense du groupe italien IVECO à partir de 2016. C'est un camion tactique extra lourd en configuration 8x8, spécialement conçu à des fins militaires et contrairement à la plupart de ses concurrents, ce n'est pas une version militarisée d'un camion commercial civil. Ce véhicule a été développé pour répondre à la demande croissante de tracteurs de grande puissance de la part de toutes les armées de terre.

## Description
L'IVECO M1250 est, depuis 2016, le véhicule le plus lourd au sommet de la gamme IVECO de camions tactiques, qui comprend les modèles 4x4 (Iveco M170), 6x6 (M250 et 8x8 M320. C'est une gamme de camions tactiques à haute mobilité, conçue pour offrir la protection et la mobilité maximale pour répondre aux applications logistiques militaires. Ce véhicule permet un passage à gué jusqu'à 1,2 m. Il peut circuler dans les conditions climatiques les plus hostiles, de -32°C à +49°C. 
L'Iveco M1250 transporteur de char n'est disponible qu'en une seule longueur d'empattement 1.995 + 3.645 + 1.450 millimètres. La capacité de charge utile est énorme et peut atteindre 70 tonnes. 
Ce véhicule a été conçu spécialement pour remorquer des chars de combat principaux, des obusiers automoteurs et autres charges lourdes vers les lignes de front. Le M1250 est un véhicule tactique avec des performances tout-terrain remarquables. Il ne se limite pas aux routes revêtues mais est aussi à l'aise sur piste ou sur terrains accidentés pour remorquer des chars de combat principaux, tels que l'Ariete C1 italien.
Ce camion est construit avec un grand nombre de composants  similaires de la gamme de camions militaires tactiques IVECO dans ses configurations 4x4, 6x6 et 8x8 pour faciliter la maintenance de cette gamme modulaire, ils proviennent de la gamme lourde Iveco Trakker. Cependant, le transporteur de chars M1250 a été entièrement retravaillé pour remorquer les plus lourdes charges.
Le camion tracteur Iveco M1250 est homologué pour un poids total combiné de 125 tonnes mais le poids techniquement admissible est de 150 tonnes. Il peut normalement tracter des semi-remorques avec des charges d'environ 70 tonnes, comme des chars d'assaut, mais en convoi exceptionnel, il peut tracter une remorque de 100 tonnes à 70km/h.
Ce transporteur de chars est équipé d'une cabine militaire blindée spécialement conçue, type Astra. Cette cabine peut accueillir le conducteur et jusqu'à trois passagers. Il y a des couchettes pour le conducteur et le copilote. La cabine blindée est légèrement inclinée vers l'avant pour l'accès et l'entretien du moteur. Un kit de blindage supplémentaire peut être installé sur la cabine, il offre une protection contre les tirs d'armes légères et les éclats d'obus d'artillerie.
Ce transporteur de chars est équipé d'un moteur diesel Iveco Cursor 16 de 16,0 litres turbocompressé, développant 680 ch. Il répond aux exigences d'émissions Euro 3. Le tracteur chargé peut atteindre une vitesse de pointe de 80 km/h. Le moteur est couplé à une transmission automatique à 12 rapports. Il dispose d'une transmission intégrale permanente, d'un système de gonflage centralisé des pneus et de deux treuils de chargement d'une capacité de traction de 25 tonnes.

Tous les camions de la série IVECO M170 - M250 - M320 - M1100 & M1250 sont équipés de cabines militaires type Astra spécialement conçues qui, outre le conducteur, peuvent accueillir 3 passagers et disposent de couchettes. Les cabines sont protégées contre les mines antipersonnel, les tirs d'armes légères et les éclats d'obus d'artillerie. Le véhicule est doté d'une protection balistique et anti-mines à la protection iED intégrée Stanag 4569.

## Pays utilisateurs
- Italie
- Iveco ne dévoile jamais la liste de ses clients si ceux-ci ne le font pas.